# Santa Catarina, Delstaten Mexiko
Santa Catarina är en ort i Mexiko.   Den ligger i kommunen Zumpahuacán och delstaten Mexiko, i den sydöstra delen av landet, 80 km sydväst om huvudstaden Mexico City. Santa Catarina ligger 1 906 meter över havet och antalet invånare är 578.
Terrängen runt Santa Catarina är kuperad. Runt Santa Catarina är det tätbefolkat, med 427 invånare per kvadratkilometer. Närmaste större samhälle är Ixtapan de la Sal, 10,7 km väster om Santa Catarina. I omgivningarna runt Santa Catarina växer huvudsakligen savannskog.